# تیفا آدربایجاننسیس
تیفا آدربایجاننسیس (نام علمی: Typha azerbaijanensis) نام یک گونه از سرده لوئی است.